# Atlantis (Florida)
Atlantis es una ciudad ubicada en el condado de Palm Beach en el estado estadounidense de Florida. En el Censo de 2010 tenía una población de 2.005 habitantes y una densidad poblacional de 538,34 personas por km².

## Geografía
Atlantis se encuentra ubicada en las coordenadas 26°35′50″N 80°6′14″O / 26.59722, -80.10389. Según la Oficina del Censo de los Estados Unidos, Atlantis tiene una superficie total de 3.72 km², de la cual 3.61 km² corresponden a tierra firme y (3.13%) 0.12 km² es agua.

## Demografía
Según el censo de 2010, había 2.005 personas residiendo en Atlantis. La densidad de población era de 538,34 hab./km². De los 2.005 habitantes, Atlantis estaba compuesto por el 95.26% blancos, el 1.3% eran afroamericanos, el 0.05% eran amerindios, el 2.39% eran asiáticos, el 0% eran isleños del Pacífico, el 0.3% eran de otras razas y el 0.7% pertenecían a dos o más razas. Del total de la población el 7.43% eran hispanos o latinos de cualquier raza.